# Sumangala sufflava
Sumangala sufflava är en insektsart som först beskrevs av Frederick Arthur Godfrey Muir 1913.  Sumangala sufflava ingår i släktet Sumangala och familjen Derbidae. Inga underarter finns listade i Catalogue of Life.